# Stormwatch (album)
Stormwatch är det fjortonde musikalbumet av den brittiska gruppen Jethro Tull, utgivet 14 september 1979.

## Låtlista
Sida 1
1. "North Sea Oil" – 3:12
2. "Orion" – 3:58
3. "Home" – 2:46
4. "Dark Ages" – 9:13
5. "Warm Sporran" (instrumental) – 3:33

Sida 2
1. "Something's on the Move" – 4:27
2. "Old Ghosts" – 4:23
3. "Dun Ringill" – 2:41
4. "Flying Dutchman" – 7:46
5. "Elegy" (instrumental) (David Palmer) – 3:38

Bonusspår på CD-utgåvan 2004
1. "A Stitch in Time" – 3:40
2. "Crossword" – 3:38
3. "Kelpie" – 3:37
4. "King Henry's Madrigal" (trad.) – 3:01

- Samtliga låtar skrivna av Ian Anderson, om annat inte anges.

## Medverkande
Jethro Tull
- Ian Anderson – sång, flöjt, akustisk gitarr, basgitarr
- Martin Barre – elektrisk gitarr, klassisk gitarr, mandolin
- John Glascock – basgitarr
- John Evan – piano, orgel
- Dee Palmer – synthesizer, portativ orgel, arrangement (krediterad som David Palmer)
- Barriemore Barlow – trummor, percussion

Bidragande musiker
- Francis Wilson – tal
- Dave Pegg – basgitarr (på "King Henry's Madrigal")

Produktion
- Ian Anderson – musikproducent
- Robin Black – musikproducent, ljudtekniker
- David Jackson – omslagskonst
- Peter Wragg – omslagsdesign